# Eva Vriend
Eva Vriend (Noordoostpolder, 1973) is een Nederlands journalist en historicus uit Emmeloord.
Eva Vriend groeide als boerendochter op in Luttelgeest in de Noordoostpolder. Na haar middelbare school studeerde zij aan de Universiteit van Groningen en de universiteit in Rouen. Naast haar werk als schrijfster doceert zij aan de School voor Journalistiek Hogeschool Windesheim in Zwolle. Daarnaast werkt ze mee aan programma's van Omroep Flevoland.

## Schrijfster
In 2013 debuteerde Eva Vriend met Het nieuwe land, over de ontstaansgeschiedenis van Flevoland. Zij beschrijft dit aan de hand van haar eigen familiegeschiedenis. Haar grootvader kreeg als pionier in de nieuwe polder in 1952 een bedrijf toegewezen. In het boek wordt aandacht besteed aan het selecteren van geschikte landbouwers die het nieuwe land zouden gaan ontginnen. Maar ook teleurgestelde landarbeiders die werden afgewezen komen aan bod. Het boek vormde het uitgangspunt voor het programma Superboeren van Andere tijden dat op 13 januari 2013 werd uitgezonden door de NPO.
In 2016 verscheen haar tweede boek De helpende hand. Het boek beschrijft de ontwikkeling vanaf de begindagen van de Nederlandse verzorgingsstaat in de jaren vijftig. Het beschrijft de ontwikkeling van de gezinsverzorgsters van het begin in de jaren vijftig naar de thuiszorgvoorziening van de participatiewet in deze eeuw. Het boek is deels autobiografisch. Het gezin waarin Eva opgroeide kreeg tien jaar lang gezinszorg van de staat toen de moeder overleed. Vriend kreeg voor het boek een debutantenbeurs van het Nederlands Letterenfonds. De Helpende Hand stond 16 januari 2016 centraal in het televisieprogramma Andere Tijden van de NPO.
In 2020 verscheen haar derde boek Eens ging de zee hier tekeer. Het boek beschrijft de geschiedenis van Zuiderzee en het IJselmeer aan de hand van een viertal vissersfamilies. Het boek is genomineerd voor de Libris Geschiedenis Prijs en is de basis geweest voor een vierluikdocumentaire op NPO. 

## Bestseller 60
| Boeken met noteringen in de Nederlandse Bestseller 60 | Jaar van verschijnen | Datum van binnenkomst | Hoogste positie | Aantal weken | Opmerkingen |
| ----------------------------------------------------- | -------------------- | --------------------- | --------------- | ------------ | ----------- |
| Het nieuwe land                                       | 2013                 | 23-01-2013            | 16              | 5            |             |
| De helpende hand                                      | 2016                 | 27-01-2016            | 57              | 1            |             |
| Eens ging de zee hier tekeer                          | 2020                 | 19-02-2020            | 25              | 5            |             |
| Het eiland van Anna                                   | 2024                 | 10-04-2024            | 11              | 6            |             |

- Gemeinsame Normdatei: 1031453725
- International Standard Name Identifier: 0000 0004 0174 7333
- Library of Congress Control Number: n2016044259
- Nationale Bibliotheek van Tsjechië: jo20201084475
- Nederlandse Thesaurus van Auteursnamen: 353738344
- Système universitaire de documentation: 225364069
- Virtual International Authority File: 296228649
- WorldCat: E39PBJyCDJKkVhyPcdvpY7qqQq